# Manuel Duhnke
Manuel Duhnke (* 10. August 1987 in Würzburg) ist ein deutscher Fußballspieler, der seit der Rückrunde 2015 beim bayerischen Regionalligisten SV Heimstetten unter Vertrag steht.

## Karriere

### Vereine
In seiner unterfränkischen Heimat spielte Duhnke zunächst in seinem Jugendverein FV 1920 Karlstadt, später in der Jugendabteilung des 1. FC Schweinfurt 05. In der bayerischen U-15-Juniorenauswahl auffällig geworden, nahm ihn der TSV 1860 München 2002 unter Vertrag. In der Jugendauswahl der Löwen, in der er zum erfolgreichsten U-19-Spieler wurde, erzielte er 22 Tore in 51 Spielen, machte weiterhin auf sich aufmerksam und wurde zur Saison 2005/06 für den Kader der zweiten Mannschaft verpflichtet. Am 2. Mai 2006 (22. Spieltag) hatte er beim 4:1-Sieg im Auswärtsspiel gegen den VfB Stuttgart II sein erstes von zwei Regionalliga-Spielen, als er in der 81. Minute für Emmanuel Krontiris eingewechselt wurde. In der Folgesaison wurde er nicht nur 30 Mal eingesetzt (dabei erzielte er sechs Tore), sondern entwickelte sich rasch zum Stammspieler. Sein erstes Tor erzielte er am 3. März 2007 (22. Spieltag) beim 2:2-Unentschieden im Heimspiel gegen den 1. FC Kaiserslautern II mit dem Treffer zum zwischenzeitlichen 1:0 in der 3. Minute. Duhnke stieg zum Kapitän der zweiten Mannschaft auf und wurde Ende 2007 sogar ins Aufgebot der Zweitligamannschaft berufen.
Für diese kam er einzig am 16. Dezember 2008 (17. Spieltag) beim 5:0-Sieg im Heimspiel gegen den FC Erzgebirge Aue für fünf Minuten zum Einsatz; bedingt durch die Einwechslung für Daniel Bierofka. Zur Saison 2008/09 wechselte Duhnke zum FC Bayern München, für deren Drittliga-Mannschaft er zwei Spielzeiten lang aktiv war und am Ende der Saison 2009/10 nach 33 Spielen und zwei Toren verabschiedet wurde. Ab Januar 2011 stand Duhnke beim österreichischen Regionalligisten USK Anif unter Vertrag. Im Sommer 2012 wechselte Duhnke zurück nach Deutschland in die Regionalliga Bayern und schloss sich den Würzburger Kickers an. Gleich im ersten Jahr gelang Duhnke mit dem Team der Gewinn des Bayerischen Landespokals im Finale gegen den SV Schalding-Heining. In der Winterpause 2014/15 wechselte er zum Ligakonkurrenten SV Heimstetten, für den er am 7. März 2015 (23. Spieltag) bei der 1:4-Niederlage gegen die Würzburger Kickers debütierte. Nachdem er mit der Mannschaft am Saisonende Tabellenfünfzehnter wurde und im Hin- und Rückspiel der Relegation mit 0:1 dem FC Amberg unterlegen war, stieg er mit ihr in die fünftklassige Bayernliga ab.

### Nationalmannschaft
Während seiner Wehrdienstzeit spielte Duhnke sechsmal für die Bundeswehr-Nationalmannschaft und erzielte zwei Tore. Mit ihr nahm er auch an den vom 14. bis 21. Oktober 2007 in Hyderabad (Indien) ausgetragenen 4. CISM-Militärweltspielen teil. Das Fußballturnier war für ihn und seiner Mannschaft nach dem 1:1-Unentschieden gegen Kamerun und der 1:3-Niederlage gegen Nordkorea bereits nach der Vorrunde beendet.

## Erfolge
- Gewinn des Bayerischen Toto-Pokals 2014 mit dem FC Würzburger Kickers

## Sonstiges
Im 203. Stadtderby – welches im Januar 2008 ein Freundschaftsspiel zwischen dem FC Bayern München und dem TSV 1860 war – erzielte Duhnke mit einem Flugkopfball gegen Oliver Kahn den 1:1-Endstand.